# Eduardo Astengo
Pour les articles homonymes, voir Astengo.
Eduardo Astengo Campodónico (15 août 1905 – 3 décembre 1969) est un footballeur international péruvien.

## Biographie
Surnommé El Toro (« le taureau ») en raison de sa grande taille, Eduardo Astengo évolue en tant que milieu de terrain dans le club péruvien de l'Universitario de Deportes de Lima.
Mais il est surtout connu pour avoir participé avec l'équipe du Pérou à la Coupe du monde 1930 en Uruguay, sélectionné par l'entraîneur espagnol Francisco Bru. Son pays tombe dans le groupe C avec la Roumanie et le futur vainqueur et hôte, l'Uruguay.

## Palmarès
Universitario de Deportes
- Championnat du Pérou (2) :
  - Champion : 1929 et 1934[3].